# 62 (szám)
A 62 (római számmal: LXII) egy természetes szám, félprím, a 2 és a 31 szorzata.

## A szám a matematikában
A tízes számrendszerbeli 62-es a kettes számrendszerben 111110, a nyolcas számrendszerben 76, a tizenhatos számrendszerben 3E alakban írható fel.
A 62 páros szám, összetett szám, azon belül félprím, kanonikus alakban a 21 · 311 szorzattal, normálalakban a 6,2 · 101 szorzattal írható fel. Négy osztója van a természetes számok halmazán, ezek növekvő sorrendben: 1, 2, 31 és 62.
Nontóciens szám.
Repdigit a következő számrendszerekben: 5-ös (2225), 30-as (2230) és 61-es (1161).
A 62 két szám valódiosztóösszeg-függvényeként áll elő, ezek a 118 és a 61²=3721.
A 62 négyzete 3844, köbe 238 328, négyzetgyöke 7,87401, köbgyöke 3,95789, reciproka 0,016129. A 62 egység sugarú kör kerülete 389,55749 egység, területe 12 076,28216 területegység; a 62 egység sugarú gömb térfogata 998 305,99193 térfogategység.
A 62 helyen az Euler-függvény helyettesítési értéke 30, a Möbius-függvényé 1, a Mertens-függvényé −1.

## A szám mint sorszám, jelzés
- A periódusos rendszer 62. eleme a szamárium.